# Meren van de Eau d'Heure
De Meren van de Eau d'Heure  (Frans: Lacs de l'Eau d'Heure) zijn kunstmatig aangelegde meren in Wallonië op het stroomverloop van de Eau d'Heure. Ze ontstonden in de jaren zeventig van de twintigste eeuw.
De meren met een gezamenlijke oppervlakte van 6,17 km² vormen het grootste watergebied in België, gelegen circa 30 km ten zuiden van Charleroi, deels in de provincie Namen (gemeente Cerfontaine), deels in Henegouwen (gemeente Froidchapelle). In totaal zijn er vijf meren met een gezamenlijke oeverlengte van 70 km.
Het gebied omvat de volgende meren:
- la Plate Taille
- meer van Feronval
- meer van de Eau d'Heure
- meer van Ry Jaune
- meer van Falemprise

Met de volgende stuwdammen:
- Barrage la Plate Taille
- Barrage Feronval
- Barrage l’Eau d'Heure
- Barrage Ry Jaune
- Barrage Falemprise

In dit gebied is La Plate Taille met een oppervlakte van 3,74 km² het grootste meer van België. Het is een stuwmeer met een stuwdam. De pompcentrale van de dam is te bezichtigen. Bij maximale vulling van het meer kan de diepte 43 m bedragen aan de voet van de helling. Het water van het kunstmatig meer is vrij helder en vaak staat er wat stroming. Het meer herbergt een groot aantal vissen.

## Media
| (video) | \| \| |
|         |       |

## Externe koppelingen
- Installaties binnen de stuwdam van Plate Taille, foto's uit 1992. uit van de Site van het Waals gewestelijk archieven (fr).
- Site van het Waals gewestelijk archieven. Binnen de dammen van Eau d'Heure.  Foto's van 1997.